# Gyönk
Gyönk (németül: Jenk vagy Jink) kisváros Tolna vármegyében, a Tamási járásban.

## Fekvése
Tolna megye középső részén, a Tolnai-Hegyhát tájegységben fekszik. Központján a Kölesd-Pincehely közti 6313-as út halad végig, ezen közelíthető meg a 61-es főútról letérve, illetve a 63-as főút irányából is. A 65-ös főúttal a központjában induló és Hőgyészig vezető 6315-ös út kapcsolja össze. További két útja minősül még országos közútnak, öt számjegyű útként: a központjából északnak kiágazó 63 118-as út, ami Miszla és Udvari községekbe vezet, valamint az északi határában, Gerenyáspuszta külterületi településrész mellett délnyugat felé kiágazó a 63 122-es út, melyen a zsákfalunak számító Szárazd község érhető el.
Közigazgatási területét a hazai vasútvonalak közül a Budapest–Pusztaszabolcs–Pécs-vasútvonal érinti; ezen a két legközelebbi vasúti megállási pont Keszőhidegkút-Gyönk vasútállomás a település központjától mintegy 7 kilométerre északra, illetve Szárazd megállóhely, hasonló távolságra északnyugati irányban.

## Története
Gyönk első ismert említése az 1280-as évekből származik, viszont a környék (és Gyönk) már korábban is lakott térség volt. A község területe a török idők alatt is lakott maradt, a Rákóczi-szabadságharc idején viszont elnéptelenedett. A 18. század eleji betelepítésekor főként magyar és német családok érkeztek a községbe.
Az 1806-ban Nagyszékelyben alapított iskolát 1812-ben Gyönkre helyezték át, ahol ma is működik, Tolnai Lajos Gimnázium néven. A községben 1821-ben már megoldották az úrbéri rendezést. Az 1848–49-es szabadságharcban jelentős szerepe nem volt.
1882-ben készült el a Budapest–Dombóvár–Pécs-vasútvonal, amelyen Gyönk is kapott állomást, de mivel a vasút a Kapos völgyében halad, a településtől ez körülbelül 7 kilométerre került. Innen nyílt egy kiágazás Tamásiba 1893 végén (Keszőhidegkút-Gyönk–Tamási-vasútvonal), de 1990-től ezen a vonalon már csak teherforgalom van.
1891-ben 3371 német és magyar lakosa volt. Az 1910-es népszámlálás idején 3291 lakosából 2055 fő (62,4%) vallotta magát németnek, a magyarok 1222 fővel 37,1%-os részarányt képviseltek. A helység vallási sokszínűségét láthatjuk a felekezeti adatokban. A németek többsége evangélikus volt, de sokan követték a római katolikus hitet is; a magyarok többsége református volt, és élt itt egy jelentős zsidó közösség is, akiknek zsinagógája és külön hitközségi iskolája volt. Számokban kifejezve: 1406 evangélikus (42,7%), 1205 református (36,6%), 492 római katolikus (14,9%), 180 izraelita (5,5%). 1944-ben a törvények értelmében zsidónak minősülő személyeket deportálták, a háború után pedig a németség egy részét hurcolták málenkij robotra. 1947-ben a csehszlovák–magyar lakosságcsere keretében 9 felvidéki magyar családot (55 fő) telepítettek ide Martos községből. 2001-ben az egykor többséget alkotó németség már kisebbséget alkotott, a 2240 lakosból 274 fő vallotta magát német nemzetiségűnek (12,2%), német kulturális értékekhez, hagyományokhoz kötődött 463 fő (20,7%), német anyanyelvű volt 181 fő (8,1%), a német nyelvet családi-baráti körben használók száma pedig 177-re apadt(7,9%).
Gyönk a 19. század végétől a Simontornyai járás székhelye volt, melynek neve 1950-től Gyönki járás lett, majd 1961-ben megszűnt.
2009. július 1. óta város.

## Közélete

### Polgármesterei
- 1990–1994: Fekete József (független)[3]
- 1994–1998: Fekete József (független)[4]
- 1998–2002: Fekete József (független)[5]
- 2002–2006: Katz Gyula (független)[6]
- 2006–2010: Fekete József (független)[7]
- 2010–2014: Katz Gyula István (Fidesz-KDNP)[8]
- 2014–2019: Katz Gyula István (Fidesz-KDNP)[9]
- 2019–2024: Szaka Gyula (független)[10]
- 2024– : Téli Róbert (Fidesz-KDNP)[1]

## Népesség
A település népességének változása:
| Lakosok száma | 2091 | 2057 | 2048 | 1835 | 1623 | 1648 | 1628 |
|               | 2013 | 2014 | 2015 | 2021 | 2022 | 2023 | 2024 |

A 2011-es népszámlálás során a lakosok 78,6%-a magyarnak, 3,6% cigánynak, 11,9% németnek mondta magát (21% nem nyilatkozott; a kettős identitások miatt a végösszeg nagyobb lehet 100%-nál). A vallási megoszlás a következő volt: római katolikus 26,7%, református 14,8%, evangélikus 14,6%, felekezeten kívüli 10,5% (33% nem nyilatkozott).
2022-ben a lakosság 91,7%-a vallotta magát magyarnak, 9,7% németnek, 2,8% cigánynak, 0,2% románnak, 0,2% ruszinnak, 0,1-0,1% örménynek, horvátnak, ukránnak, szlováknak és szlovénnek, 1,1% egyéb, nem hazai nemzetiségűnek (8,3% nem nyilatkozott; a kettős identitások miatt a végösszeg nagyobb lehet 100%-nál). Vallásuk szerint 27,7% volt római katolikus, 13,8% evangélikus, 13,1% református, 0,3% görög katolikus, 0,1% ortodox, 0,2% egyéb keresztény, 0,9% egyéb katolikus, 10,8% felekezeten kívüli (33% nem válaszolt).

## Nevezetességek
- Tájház: A tájház a 19. század közepe táján épült, zsúptetős, vert falú ház volt. Az 1930-as években új istálló és fészer épült, a régi istállóból pedig szerszámos kamra lett. Lackner Aladár evangélikus esperes és családja 20 éven át gyűjtötték a gyönki és környékbeli értékes tárgyi emlékeket, a protestáns németség használati tárgyait, ennek eredménye a tájházban látható.
- Evangélikus templom: 1896-ban készült el. A neogótikus stílusú templomot Reppmann Gyula műépítész tervezte. Dél-Dunántúl legnagyobb evangélikus temploma. A templom orgonáját a Rieger orgonagyár készítette 1897-ben.
- Katolikus templom: 1926-ban épült. A templom építésének ügyében sokat tett dr. Éri Márton.
- Református templom: 1775–1777 között épült, s 1777. május 25-én szentelték fel. Először torony nélkül, majd fa harangtoronnyal. Mai tornya 1836-ban készült el. Orgonája a templom második orgonája, Angster József pécsi mester műve 1910-ből. Ma is működő toronyórája elődje 1855-ből származik. A méretes szerkezet még ma is a templom tornyában látható. A templom műemlék.
- Magyary-Kossa kastély: A klasszicista stílusú, emeletes, 11 tengelyes, kéttraktusos elrendezésű, teljesen alápincézett épületet az 1830-as években emelték.[13] Építtetője Magyary-Kossa Sámuel (1781–1866). A kastély falán egy téves építési időpontot jelző tábla látható.[forrás?] A Magyary-Kossa család után más családok is birtokolták. Az épület a református templomhoz hasonlóan műemlék.

## Ismert személyek

### Itt születtek, itt éltek
- Fischer S. Gyula, teljes nevén Fischer Simon Gyula (1892. szeptember 10. – 1939 után) dévai ortodox főrabbi.
- Keck Antal magyar ügyvéd, országgyűlési képviselő (1906–1998)

## Testvérvárosok
- Darmstadt, Németország, 1990 óta
- Griesheim, Németország, 1990 óta
- Wilkau-Haßlau, Németország, 1997 óta
- Bar-le-Duc, Franciaország, 1996 óta